# ヌワコート郡
ヌワコート郡(ヌワコートぐん、ネパール語：नुवाकोट जिल्ला)は、ネパール東部のバグマティ州の郡。
郡都はビダ。
2021年国勢調査の人口は26万2981人。
面積は1,121km2。 
ネパール地震 (2015年)で特に甚大な被害があり、ネパール政府から優先地域に指定された。